# 1994年の文学
1994年の文学（1994ねんのぶんがく）は、1994年（平成6年）の文学についてまとめた記事である。

## できごと
- 1月12日 - 第110回芥川龍之介賞・直木三十五賞（1993年下半期）の選考委員会開催。
- 10月13日 - 大江健三郎がノーベル文学賞を受賞。
- 11月3日 - 文化勲章が大江健三郎に対し発令される。大江はこれを辞退した。

## 賞

### 芥川賞・直木賞
第110回（1993年下半期）
- 芥川賞 - 奥泉光『石の来歴』
- 直木賞 - 佐藤雅美『恵比寿屋喜兵衛手控え』、大沢在昌『新宿鮫 無間人形』

第111回（1994年上半期）
- 芥川賞 - 笙野頼子『タイムスリップ・コンビナート』、室井光広『おどるでく』
- 直木賞 - 中村彰彦『二つの山河』、海老沢泰久『帰郷』

### その他の賞
- 谷崎潤一郎賞（第30回） - 辻井喬『虹の岬』
- 泉鏡花文学賞（第22回） - 該当作なし
- 群像新人文学賞（第37回） - 阿部和重『生ける屍の夜』
- 野間文芸新人賞（第16回） - 竹野雅人『私の自叙伝前篇』

## 1994年の本

### 小説
- 阿部和重 『アメリカの夜』（講談社）
- 安部公房・安部真知『飛ぶ男』（新潮社）
- 小川国夫 『悲しみの港』（朝日新聞社）
- 奥泉光 『石の来歴』（文藝春秋）
- 鷺沢萠 『大統領のクリスマスツリー』（講談社）
- 中島らも 『永遠も半ばを過ぎて』（文藝春秋）
- 坂東眞砂子 『蛇鏡』（マガジンハウス）
- 村上春樹 『ねじまき鳥クロニクル 第1部・第2部』（新潮社）
- 吉本ばなな『アムリタ』（福武書店）

### その他
- 上野千鶴子 『近代家族の成立と終焉』（岩波書店）
- 中島梓 『あずさの元禄繁昌記』（読売新聞社）
- ナンシー関 『小耳にはさもう』（朝日新聞社）
- 群ようこ 『本棚から猫じゃらし』（新潮社）
- 村上春樹 『やがて哀しき外国語』（講談社）

## 死去
- 1月30日 - ピエール・ブール、フランスの小説家。81歳没。
- 3月9日 - チャールズ・ブコウスキー、米国の詩人・作家。73歳没。
- 3月26日 - 山口誓子、京都市出身の俳人。高浜虚子に師事した。92歳没。
- 3月28日 - ウジェーヌ・イヨネスコ、フランスで主に活躍したルーマニア出身の劇作家。84歳没。
- 4月16日 - ラルフ・エリソン、米国の小説家・評論家。80歳没。
- 5月17日 - 村松剛、日本の文芸評論家、フランス文学者。65歳没。
- 5月22日 - 廣松渉、日本の哲学者。60歳没。
- 7月26日 - 吉行淳之介、岡山県出身の小説家。70歳没。
- 8月14日 - エリアス・カネッティ、ブルガリア出身のユダヤ人作家・思想家。1981年にノーベル文学賞を受賞した。89歳没。
- 8月23日 - パオロ・ヴォルポーニ、イタリアの詩人・小説家。70歳没。
- 9月23日 - ロバート・ブロック、米国の小説家。77歳没。
- 10月9日 - 飯沢匡、日本の劇作家・演出家。85歳没。
- 10月21日 - 生田耕作、京都市出身のフランス文学者。70歳没。
- 11月20日 - 福田恆存、日本の評論家・翻訳家。82歳没。
- 11月23日 - ジュリアン・シモンズ、イギリスの推理作家・詩人。82歳没。